# Chisato Okai
Chisato Okai (岡井 千聖?, Okai Chisato; Saitama, 21 giugno 1994) è una cantante giapponese.
Dal 2002 è membro del gruppo idol femminile Cute. Parallelamente è quindi anche associata come artista all'Hello! Project.